# Wilhelm Souchon
Wilhelm Anton Souchon (Leipzig, 2 de maio de 1864 – Bremen, 13 de janeiro de 1946) foi um oficial naval alemão que desempenhou um papel de destaque na entrada do Império Otomano na Primeira Guerra Mundial.

## Biografia
Souchon nasceu em Leipzig, no Reino da Saxônia, filho de Charlotte Naumann e do pintor Wilhelm Ferdinand Souchon. Entrou na Marinha Imperial Alemã como cadete em 1881. Sobreviveu ao naufrágio da canhoneira SMS Adler em 1889 durante um furacão quando oficial júnior, enquanto em 1907 recebeu seu primeiro comando, o couraçado pré-dreadnought SMS Wettin. Foi promovido a contra-almirante em 1910 e em outubro de 1913 foi nomeado oficial comandante da Divisão do Mediterrâneo, formada pelo cruzador de batalha SMS Goeben e pelo cruzador rápido SMS Breslau. Foi promovido a vice-almirante no mesmo ano.
Ele fugiu para o Império Otomano com o Goeben e Breslau depois do início da Primeira Guerra Mundial em 1914, com as embarcações sendo transferidas para o controle otomano. Souchon em seguida foi nomeado o comandante da Marinha Otomana, arquitetando pelos meses seguintes um esquema para trazer os otomanos para dentro da guerra do lado da Alemanha. Ele recebeu permissão para iniciar hostilidades contra a Rússia no final de outubro, consequentemente usando seus navios para bombardear instalações russas no Mar Negro.  Isto finalmente fez com que o Império Otomano entrasse no conflito.
Pelos três anos seguintes Souchon realizou vários ataques e operações contra a Marinha Imperial Russa no Mar Negro, conseguindo realizar uma campanha razoavelmente bem-sucedida. Entretanto, cultivou um péssimo relacionamento com a liderança otomana e até mesmo com outros oficiais alemães no serviço otomano. Foi enviado de volta para a Alemanha em agosto de 1917 por insistência otomana. Foi nomeado para vários postos e promovido a almirante em 1918, porém também se desentedeu com a liderança naval alemã. Souchon se aposentou em março de 1919 e morreu em Bremen em 1946.